# Costasiella kuroshimae
Costasiella kuroshimae és una espècie de llimac marí sacoglossa, un mol·lusc gasteròpode opistobranqui marí sense closca de la família Costasiellidae descrit per M. Ichikawa l'any 1993.
És trivialment anomenada «ovella de mar» pel seu aspecte general, en particular per la forma que li donen els cerata col·locats a l'esquena que poden assemblar-se a la llana d'ovella. El nom «kuroshimae» se li va donar pel lloc del seu primer albirament: l'illa japonesa Kuro-shima.
Els individus d'aquesta espècie tenen la capacitat d'integrar els cloroplasts de les algues de les quals s'alimenten i utilitzar-los per fer la fotosíntesi (vegeu cleptoplàstia).

## Descripció
La mida d'aquests llimacs de mar és generalment d'entre 3 mil·límetres i 1 centímetre de llarg. Els rinòfors digitiformes es distribueixen a banda i banda del cap, de color blanc amb puntes negres. Els seus ulls són característics del gènere Costasiella, molt a prop els uns dels altres i situats entre els rinòfors de la part superior del cap. El cap està travessat longitudinalment per un dibuix marró que el separa visualment en dos, i que esdevé una línia més ampla i fosca després dels ulls, tot sobre un fons blanc. Aquest és un patró de color particular d'aquesta espècie.
C. kuroshimae és una de les espècies sacoglossa més vistoses. Al dors, just després del cap, hi ha l'inici dels cerata que es distribueixen en 7 fileres i cobreixen quasi tot el cos del llimac. Els cerata són fusiformes i no aplanats. Són de color verd per la presència de clorofil·la al seu interior i tenen la punta blanca. La part verda dels cerata té taques iridescents.

## Hàbitat i estil de vida
Aquesta espècie viu com la majoria dels membres de la família dels Costasiellidae a les aigües tropicals i subtropicals del Pacífic occidental: Filipines, Indonèsia i les costes japoneses.
Se sap que C. kuroshimae passa la major part de la seva vida a les algues Avrainvillea. de la qual s'alimenta i sobre la qual diposita els ous a una profunditat no superior als 10 metres. També sabem que és presa de moltes espècies i que té la capacitat d'autotomitzar els seus cerata, i de segregar mocs per defensar-se i escapar-se'n més fàcilment.

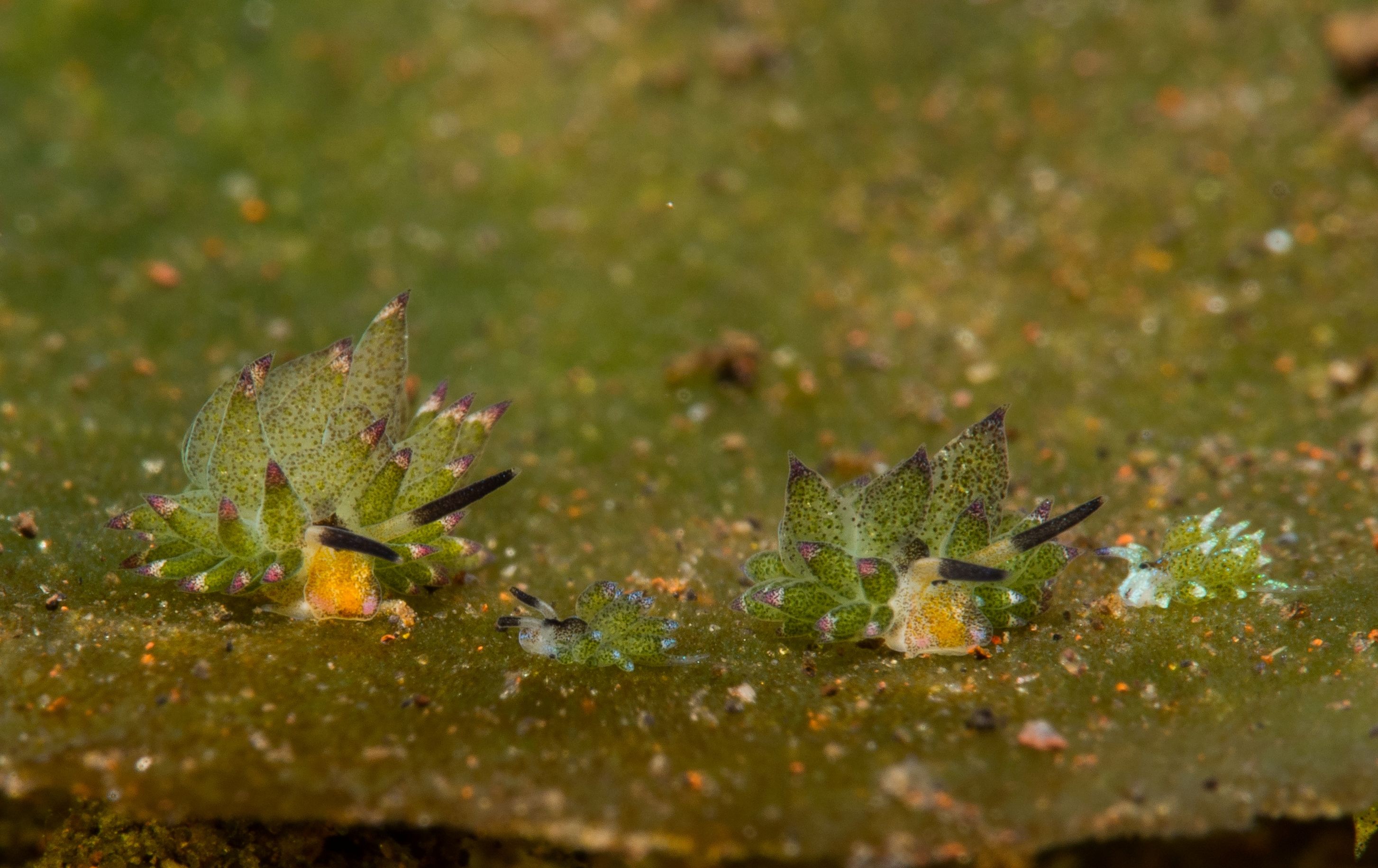
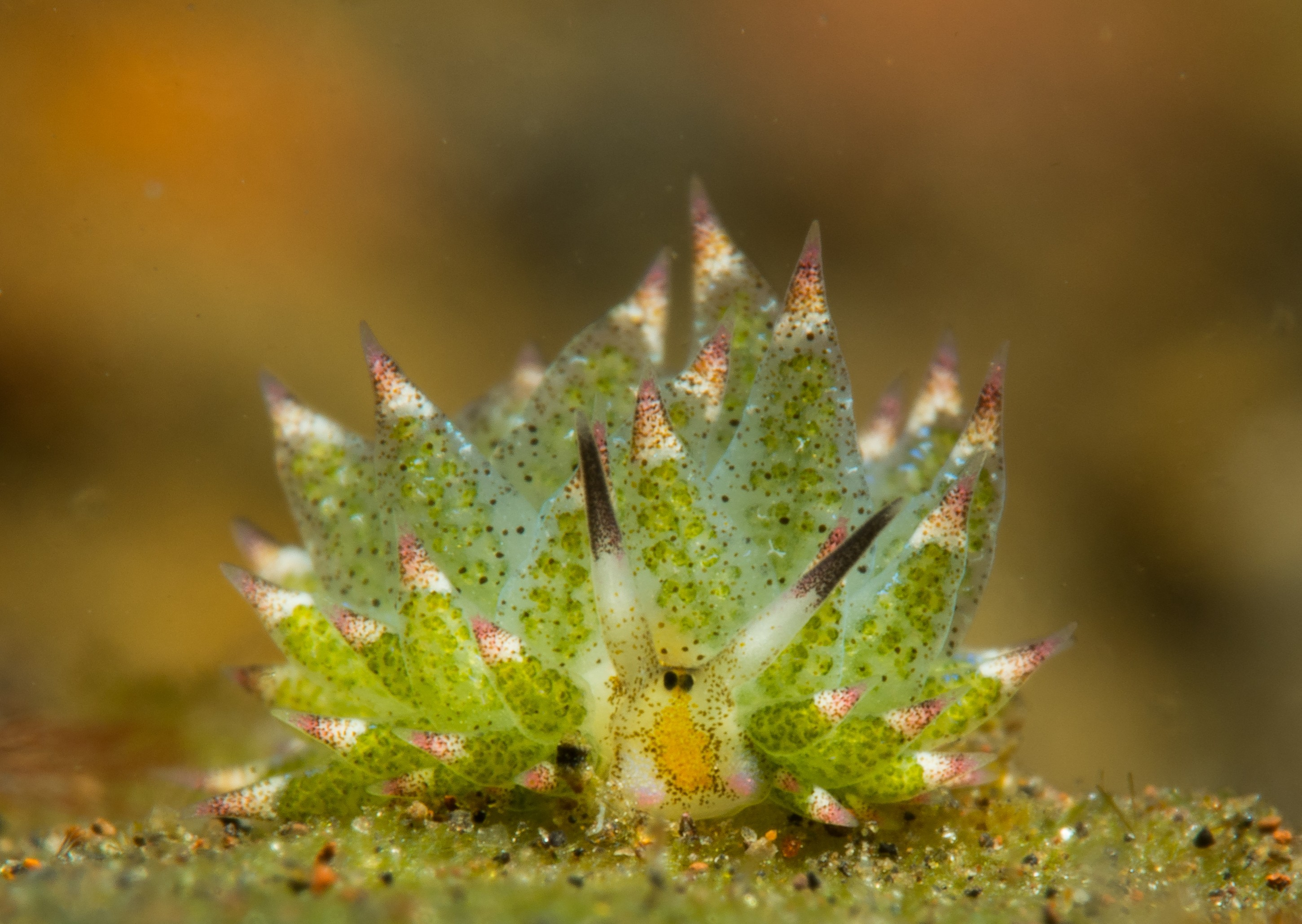

No obstant això, actualment, es disposa de poca informació sobre la seva ecologia i queden moltes zones grises pel que fa al seu estil de vida. Tot i la manca de dades sobre la seva vida útil en el medi natural, s'estima, a partir del coneixement actual d'espècies similars, que hauria de ser d'uns 2 anys.

## Alimentació
C. kuroshimae té una dieta exclusivament vegetal i s'alimenta principalment de les algues Avrainvillea, però també consumeix ocasionalment les algues Rhipilia i Pseudochlorodesmis. Els seus rinòfors són òrgans sensorials capaços de detectar substàncies químiques i així li permeten localitzar el seu aliment mitjançant quimioreceptors específics.
C. kuroshimae té la capacitat d'extreure la clorofil·la de les algues de les quals s'alimenta. Això implica una digestió retardada dels plastidis ingerits que s'emmagatzemen a curt termini en els seus cerata. Els cerata d'aquesta espècie tenen una superfície gran i translúcida, trets que poden haver estat seleccionats per facilitar l'activitat fotosintètica. Aquest segrest de cloroplasts s'anomena cleptoplàstia. Segons certs estudis, podria proporcionar al llimac energia addicional i permetre-li sobreviure uns deu dies sense menjar. Els plastids serien una reserva energètica que augmentaria la fotosíntesi, els productes d'aquesta només estarien disponibles després de la seva degradació per envelliment o digestió. Però altres estudis han suggerit que la clorofil·la no és activa a C. kuroshimae i no augmenta la seva vida útil durant els períodes de fam.
La cleptoplàstia no és específica d'aquesta espècie, però és compartida per altres de la família Costasiellidae (sobretot Costasiella ocellifere) i per plakobranchidae, foraminífers, Ciliophora i Dinoflagellata.

## Reproducció
Aquesta espècie és hermafrodita i la seva fecundació té lloc internament. La posta d'ous és massiva i es produeix en espiral en una cinta dipositada sobre les algues. Aquestes estructures poden contenir fins a 500 ous. Quan es desclouen, alliberen larves velígeres planctòniques que, després de la metamorfosi, produeixen individus adults.

## Aqüicultura
Mantenir exemplars de Costasiella kuroshimae en un aquari és possible tot i que aquesta espècie és molt rara. El millor és mantenir-lo a les algues Avrainvillea per a la seva dieta. Aquesta espècie és molt exigent amb les espècies amb les quals pot conviure i sobretot no ha d'estar en contacte amb depredadors, amb el risc de deixar alguns cerata.

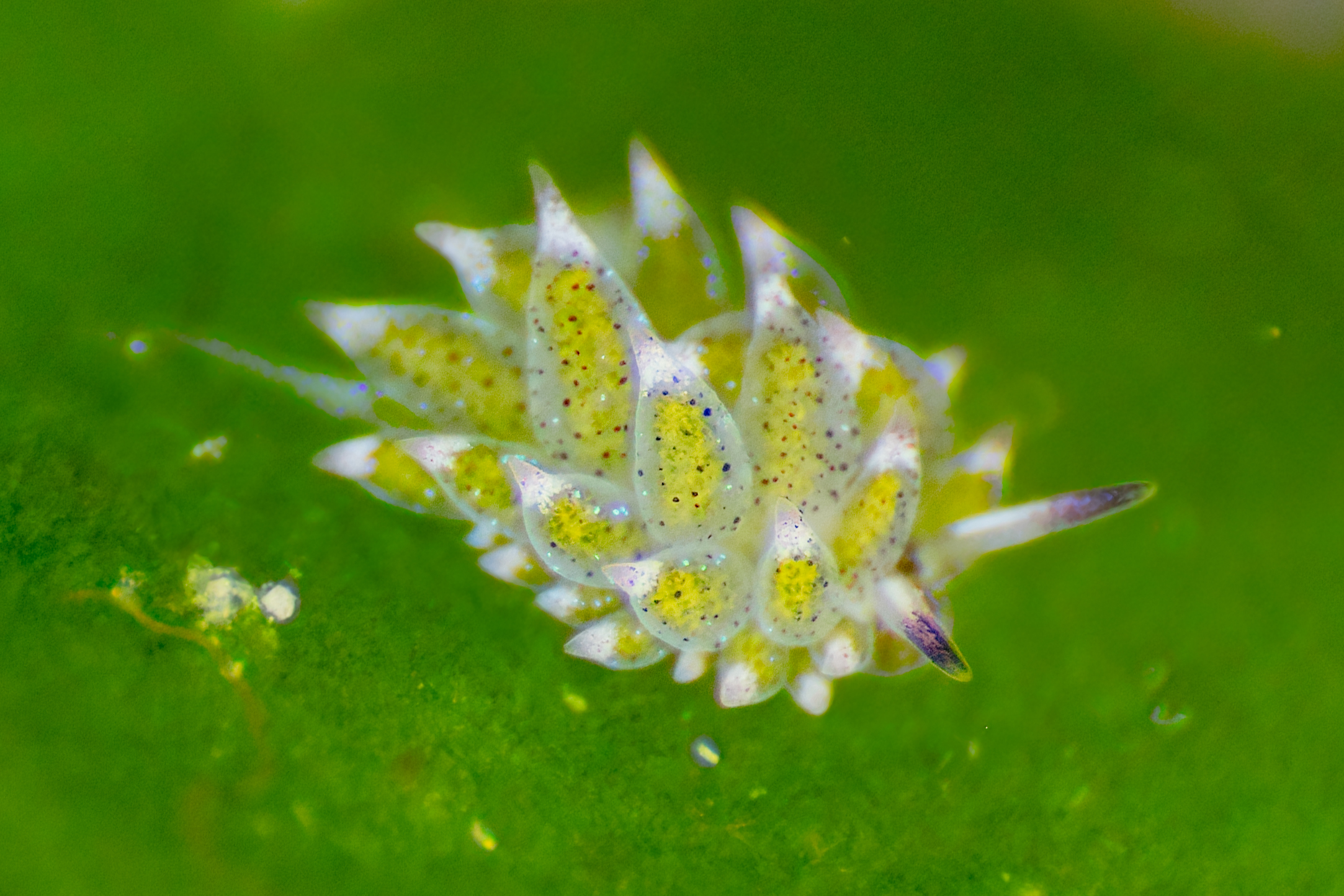
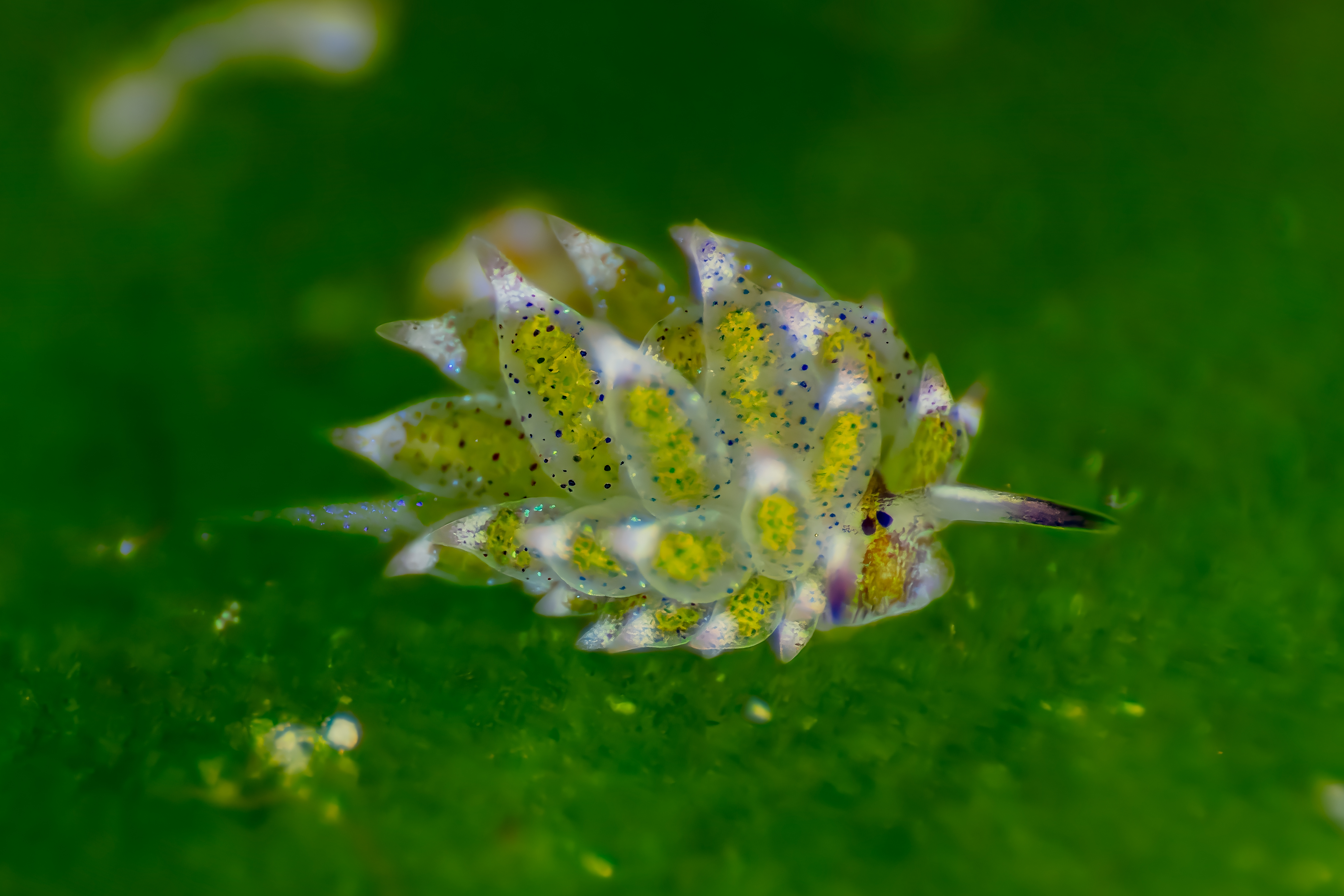

Els paràmetres recomanats són una temperatura de l'aigua entre 22 i 27 °C, un pH entre 8,1 i 8,4, una duresa de l'aigua entre 8 i 12 dkH i un nivell de nitrats per sota de 20 ppm.